# Флаг Гондураса
Национальный флаг Гондураса утверждён 9 января 1866 года.
Представляет собой прямоугольное полотнище, состоящее из трёх горизонтальных равновеликих полос: верхней — голубой, средней — белой, и нижней — голубой. Официально оттенок верхней и нижней полос указан как «бирюзовый», в то же время, до 2022 года на практике обычно использовался тёмно-синий.
В центре флага на белой полосе размещено пять пятиконечных звёзд голубого цвета. Голубые полосы символизируют Карибское море и Тихий океан, омывающие Гондурас. Пять голубых звёзд означают пять стран, ранее входивших в Центрально-Американскую федерацию, их тесно связанную историю.
Отношение ширины флага к его длине составляет 1:2.

## Исторические флаги

1821—1823
1823—1824
1824—1839
1839—1866
1866—1898
1866—1898 Alternativa
1898—1949
1949—2022